# 안용득
안용득은  대한민국의 대법관을 지낸 법조인이다.

## 생애
부산에서 태어나 경남고와 서울대 법대를 졸업하고 제13회 고등고시 사법과에 합격하여 대구지방법원 경주지원  판사에 임용되었다. 이후 부산지법과 대구고법 등에서 부장판사를 지내면서 "형사판결에 있어 양식을 간이화하는데 앞장서는 등 송무업무의 개선에 기여했다"는 평가를 받았다. 제주지방법원장, 부산지방법원장, 대구고등법원장과 부산고등법원장을 지냈으며 김영삼 대통령에 의해 1993년 10월에 대법관에 임명되어 법원행정처장을 역임했다. 법원행정처장에 재직할 때인 1999년 2월 의정부지원에서 법원이 사건 변호사로부터 실비를 받는다는 의혹에 대한 조사결과를 발표하는 자리에서 "법원 실비는 관행이 아니다"라고 하면서 "다시는 이런 사태가 발생하지 않도록 사법부 구성원 전원은 뼈를 깍는 각오로 노력하겠다"고 밝혔지만 전국법원에서 실비제공이 이루어지고 있다는 문제제기에 대해선 "동의할 수 없다"고 했다. 대법관 퇴임이후 변호사 활동을 하다가 한국신문윤리위원회 위원장을 맡아 2003년에 연임하였으며 2010년 4월 1일에 대한적십자사 유종하 총재로부터 임기2년의 법률고문에 위촉되었다.